# Мишел Джафи
Мишел Джафи (на английски: Michele Jaffe) е американска писателка на произведения в жанра исторически романтичен трилър и съвременен трилър. Пише и фентъзи под съвместния псевдоним Ева Грей (Eva Gray) с писателките Сюзан Уейн, Туи Съдърланд и Лиза Фидлер.

## Биография и творчество
Мишел Шарън Джафи е родена на 20 март 1970 г. в Лос Анджелис, Калифорния, САЩ.
През 1991 г. завършва с бакалавърска степен Харвардския университет. След това работи в библиотека „Хънтингтън“ в Сан Марино, Калифорния. По-късно се връща в Харвард и през 1999 г. получава докторска степен по сравнителна литература. Докато учи и преподава Шекспир в Харвард започва да пише и през 1999 г. е публикувана документалната ѝ книга „Story of O: Prostitutes and Other Good For Nothings in the Renaissance“ въз основа на докторската ѝ дисертация.
След дипломирането си се омъжва за дисководещ и се премества да живее в Лас Вегас, Невада. Бракът им не трае дълго, и те се развеждат.
Първият ѝ роман „The Stargazer“ (Звездоброеца) от романтичната историческа съспенс поредица „Фамилия Арборети“ е публикуван през 1999 г. Той става бестселър и я прави известна.
Следват трилърите „Лошо момиче“ и „Любовник“, поредицата „Лошо коте“. Участва в първия от серията сборници „Абитуриентски балове в Ада“ с новелата „Целуни и предскажи“.
Мишел Джафи живее в Ню Йорк.

## Произведения

### Като Мишел Джафи

#### Самостоятелни романи
- Lover Boy (2003)
- Bad Girl (2003)
- Rosebush (2010)
- Ghost Flower (2012)
- Minders (2014)

#### Серия „Фамилия Арборети“ (Arboretti Family)
1. The Stargazer (1999)
2. The Water Nymph (2000)
3. Lady Killer (2002)
4. Secret Admirer (2002)

#### Серия „Лошо коте“ (Bad Kitty)
1. Bad Kitty (2006)
2. Kitty Kitty (2008)

#### Сборници
- Prom Nights from Hell (2007) – с Мег Кабът, Ким Харисън, Стефани Майер и Лорън Миракъл
„Целуни и предскажи“ в Абитуриентски балове в Ада, изд.: ИК „Панорама груп“, София (2010), прев. Мариана Христова

#### Документалистика
- Story of O: Prostitutes and Other Good For Nothings in the Renaissance (1999)

### Като Ева Грей

#### Участие в общи серии с други писатели

##### Серия „Момичетата утре“ (Tomorrow Girls)
3. With the Enemy (2011)
от серията има още 3 романа от Сюзън Уейн, Туи Съдърланд и Лиза Фидлер